# ISO 3166-2:GR
Die Liste der ISO-3166-2-Codes für  Griechenland enthält die Codes für die 13 Verwaltungsregionen und die Mönchsrepublik Athos.

Die Codes bestehen aus zwei Teilen, die durch einen Bindestrich voneinander getrennt sind. Der erste Teil gibt den Landescode gemäß ISO 3166-1 (für  Griechenland GR), der zweite den Code für die Verwaltungsregion, Präfektur oder Mönchsrepublik wieder.
Die aktuellen Codes stehen auf der Seite der ISO unter #iso:code:3166:GR zur Verfügung.

## Kodierliste

### Regionen

Regionen Griechenlands

| Name                       | Code |
| -------------------------- | ---- |
| Attika                     | GR-I |
| Epirus                     | GR-D |
| Ionische Inseln            | GR-F |
| Kreta                      | GR-M |
| Mittelgriechenland         | GR-H |
| Nördliche Ägäis            | GR-K |
| Ostmakedonien und Thrakien | GR-A |
| Peloponnes                 | GR-J |
| Südliche Ägäis             | GR-L |
| Thessalien                 | GR-E |
| Westgriechenland           | GR-G |
| Westmakedonien             | GR-C |
| Zentralmakedonien          | GR-B |

### Mönchsrepublik Athos
| Name  | Code  |
| ----- | ----- |
| Athos | GR-69 |

### Präfekturen

Regionen und Regionalbezirke Griechenlands

2011 wurden die Präfekturen durch Regionalbezirke ersetzt.  Sie entsprechen in vielen Fällen den Gebieten der bis 2010 bestehenden Präfekturen, allerdings wurden auch zahlreiche kleinere Regionalbezirke geschaffen (siehe Politische Gliederung Griechenlands). Die hier angeführten Codes wurden von ISO im Dezember 2016 gelöscht.
| Name               | Code  |
| ------------------ | ----- |
| Achaia             | GR-13 |
| Argolis            | GR-11 |
| Arkadien           | GR-12 |
| Arta               | GR-31 |
| Ätolien-Akarnanien | GR-01 |
| Attika             | GR-A1 |
| Böotien            | GR-03 |
| Chalkidiki         | GR-64 |
| Chania             | GR-94 |
| Chios              | GR-85 |
| Dodekanes          | GR-81 |
| Drama              | GR-52 |
| Elis               | GR-14 |
| Euböa              | GR-04 |
| Evros              | GR-71 |
| Evrytania          | GR-05 |
| Florina            | GR-63 |
| Fokida             | GR-07 |
| Fthiotida          | GR-06 |
| Grevena            | GR-51 |
| Imathia            | GR-53 |
| Ioannina           | GR-33 |
| Iraklio            | GR-91 |
| Karditsa           | GR-41 |
| Kastoria           | GR-56 |
| Kavala             | GR-55 |
| Kefallinia         | GR-23 |
| Kilkis             | GR-57 |
| Kerkyra            | GR-22 |
| Korinthia          | GR-15 |
| Kozani             | GR-58 |
| Kykladen           | GR-82 |
| Lakonien           | GR-16 |
| Larisa             | GR-42 |
| Lasithi            | GR-92 |
| Lefkada            | GR-24 |
| Lesbos             | GR-83 |
| Magnisia           | GR-43 |
| Messenien          | GR-17 |
| Pella              | GR-59 |
| Pieria             | GR-61 |
| Preveza            | GR-34 |
| Rethymno           | GR-93 |
| Rodopi             | GR-73 |
| Samos              | GR-84 |
| Serres             | GR-62 |
| Thesprotia         | GR-32 |
| Thessaloniki       | GR-54 |
| Trikala            | GR-44 |
| Xanthi             | GR-72 |
| Zakynthos          | GR-21 |